# 엔투텍
엔투텍(N2Tech Co. Ltd.)는 대한민국의 반도체장비부품 기업이다. 본사는 경기도 안성시 원곡면 원당로 157에 위치해 있다. 대표이사는 김정민이다.

## 사업
- 반도체장비부품: 회사의 핵심 사업으로, 진공 Chamber 및 진공 Valve 제조, FPD(LCD/OLED) 핵심 부품 가공 및 공급한다.
- 엔터테인먼트: LED 응원봉 및 MD상품 등 주요 매출이 발생하는 부문이다.

## 같이 보기
- 지오릿에너지

## 참고 문헌
1. ↑  엔투텍 주가 급등 '리튬직접추출 사업으로 오버행 해소', 국제뉴스, 2023.04.09
2. ↑  엔투텍 주가 연일 강세, 지엔원에너지 상한가 영향4, 딜라이트, 2023.04.05
3. ↑  엔투텍, 지엔원에너지 '전세계 리튬 65% 만족' 염호 광권 인수에 확장 부각↑, 아시아경제, 2023.03.07